# Worldwatch Institute
Worldwatch Institute es una organización de alcance global sobre investigación en medio ambiente. Con sede en Washington D. C., ha sido incluida en el Top Ten de las organizaciones investigadoras en desarrollo sostenible por la encuesta GlobeScan de Expertos en sustentabilidad.

## Misión
La misión del Instituto dice: a través de la investigación y la divulgación que inspiran la acción, el Instituto Worldwatch trabaja para acelerar la transición a un mundo sostenible que satisfaga las necesidades humanas. Los principales objetivos de la misión del instituto son el acceso universal a energía renovable y alimentos nutritivos, la expansión de empleos y desarrollo ambientalmente sanos, la transformación de culturas del consumismo a la sostenibilidad y un temprano fin del crecimiento de la población a través del embarazo saludable e intencional.
El Worldwatch Institute tiene como objetivo informar a los políticos y al público sobre los vínculos entre la economía mundial y sus sistemas de apoyo ambiental. La investigación realizada por el instituto es integradora o interdisciplinaria y de alcance global.
Los programas prioritarios de Worldwatch incluyen:
- Construir un sistema energético bajo en carbono que reduzca drásticamente el uso de combustibles fósiles y disminuya las emisiones de gases de efecto invernadero.[3]
- Nourishing the Planet investiga métodos que crean un sistema sostenible de producción de alimentos que proporciona una dieta saludable y nutritiva para todos mientras mantiene la tierra, el agua y los recursos biológicos de los que depende la vida. El proyecto resultó en la publicación insignia del Worldwatch Institute, State of the World 2011: Innovaciones que nutren el planeta.[4][5]
- Transformar economías, culturas y sociedades que satisfagan las necesidades humanas, promueva la prosperidad y esté en armonía con la naturaleza.[6]

Worldwatch también monitorea la salud humana, la población, los recursos hídricos, la biodiversidad, la gobernanza y la seguridad ambiental.

## Publicaciones
Worldwatch Institute publica en 35 idiomas gracias a sus socios globales en 40 países Algunas de ellas, son:
- El Estado del Mundo es una evaluación anual de los problemas ambientales mundiales urgentes y las ideas innovadoras propuestas y aplicadas en todo el mundo para abordarlas.[9]
- Vital Signs publica y analiza tendencias sociales, medioambientales y económicas.[10]